# 4347 Регер
4347 Регер (енгл. 4347 Reger) је астероид главног астероидног појаса чија средња удаљеност од Сунца износи 3,058 астрономских јединица (АЈ).
Апсолутна магнитуда астероида је 11,8.